# Chojnów
Chojnów este un oraș în Voievodatul Silezia de Jos în Polonia. Are o populație de 14 510 locuitori (2003). Suprafață: 5,32 km².

## Clasamente internaționale
- www.chojnow.pl